# 37392 Юкініл
37392 Юкініл (37392 Yukiniall) — астероїд головного поясу, відкритий 10 грудня 2001 року.
Тіссеранів параметр щодо Юпітера — 3,540.